# Верхняя Ангара
Ве́рхняя Ангара́ (бур. Дээдэ Ангар мүрэн) — река в России на севере Бурятии, вторая по полноводности после Селенги река, впадающая в Байкал. Течёт по территории Муйского и Северо-Байкальского районов.

## Этимология
Название Ангара происходит от эвенского и бурятского анга — «пасть животного, рот», ангара — «разинутый, открытый, зияющий», то есть «раскрытая пасть», что в географической терминологии означает «устье». Иногда ангара объясняется как «расселина, ущелье».

## География

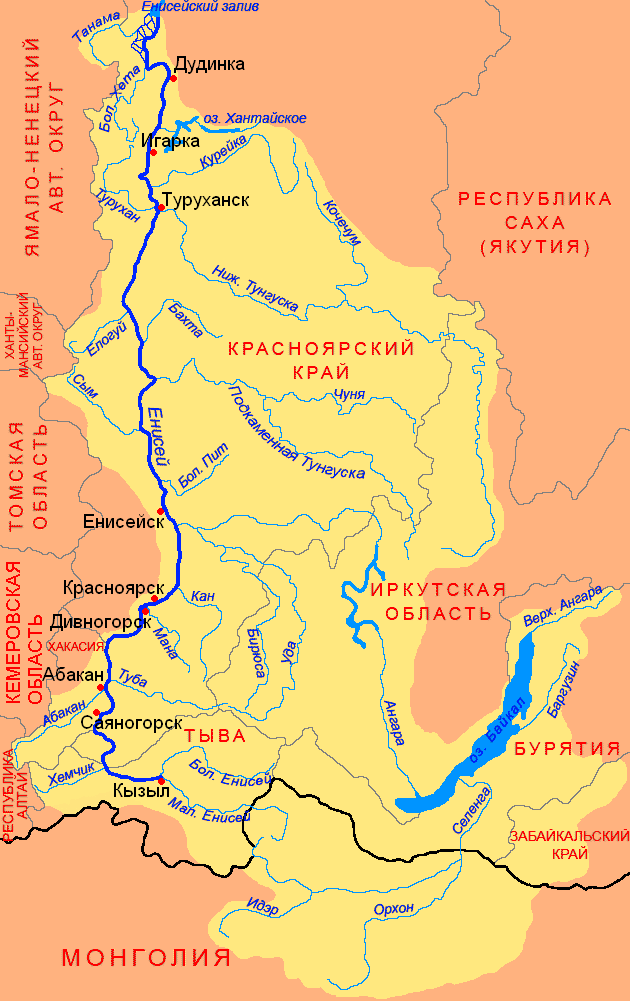
Бассейн Енисея

Длина — 438 км, площадь бассейна — 21 400 км². Река берёт начало на стыке Северо-Муйского и Делюн-Уранского хребтов. Течёт в юго-западном направлении. В северной оконечности Байкала устья рек Верхняя Ангара и Кичера образуют обширный мелководный залив Ангарский сор, отделённый от глубоководной части озера узкой песчаной косой острова Ярки и некоторыми другими.
В верховьях река горная, быстрая, порожистая, но бо́льшую часть Верхняя Ангара течёт по заболоченной Верхнеангарской котловине и имеет равнинный характер. В низовьях судоходна. На значительном протяжении по долине реки проходит Байкало-Амурская магистраль (БАМ) — от устья Верхней Ангары до впадения в неё левого притока, реки Ангаракан, откуда БАМ идёт на восток к Северо-Муйскому тоннелю.
На берегах Верхней Ангары расположены населённые пункты Северо-Байкальского района: рабочий посёлок Янчукан, посёлок Уоян, село Верхняя Заимка; в долине — посёлок городского типа Новый Уоян и посёлок Ангоя.

## Гидрология
Питание реки смешанное, с преобладанием дождевого и большой долей подземного. Замерзает в конце октября, вскрывается в начале мая. Средний расход — 265 м³/с, минимальный зимний в устье — 45 м³/с.

## Притоки
Основные притоки: Ангаракан, Янчуй, Чуро, Котера.

## Природа
В Верхней Ангаре водятся таймень, хариус, налим; в низовьях — язь, щука и окунь; на нерест заходит и байкальский омуль.